# افسانه آیلین چانگ
افسانه آیلین چانگ (به انگلیسی: The Legend of Eileen Chang) یک مجموعه تلویزیونی در سبک فیلم زندگی‌نامه‌ای و درام محصول سال ۲۰۰۴ تایوان و چین است که توسط وانگ هوی-لینگ نوشته شده و توسط هسو لی کونگ تهیه شده‌است و رنه لیو در نقش آیلین چانگ، یکی از بزرگ‌ترین نویسندگان چینی در سده بیستم میلادی بازی می‌کند.
این سریال که در شانگهای، چین، و بریتیش کلمبیا، کانادا فیلمبرداری شد، اولین بار در ۱۲ ژانویه ۲۰۰۴ از سرویس تلویزیون عمومی تایوان پخش شد. در سرزمین اصلی چین، این سریال تا سال ۲۰۰۷ به دلیل سانسور پخش نشد، شخصیت‌ها باید تغییر نام دهند (شخصیت اصلی به «وانگ شیاوون» تبدیل شد) و نمایش به‌طور کامل دوبله شد. سانسورگران دولتی احتمالاً نه تنها به اعتقادات ضد کمونیستی معروف چانگ، بلکه به «تجلیل» شوهر اول چانگ، هو لانچنگ، که در طول جنگ دوم چین و ژاپن به منافع ژاپنی‌ها خدمت می‌کرد و به‌طور سنتی در چین یک هانجیان در نظر گرفته می‌شود، نگران بودند.